# جامعة الصالحية الجديدة
جامعة الصالحية الجديدة هي جامعة مصرية خاصة لا تهدف للربح تقع على مساحة 26 فدانا مقرها مدينة الصالحية الجديدة، بمحافظة الشرقية، مصر.

## كليات الجامعة
1. كلية العلاج الطبيعي
2. كلية الصيدلة
3. كلية طب الأسنان.
4. كلية الهندسة.
5. كلية الاقتصاد والإدارة.
6. كلية تكنولوجيا المعلومات.

## وصلات خارجية
- الموقع الرسمي